# Erik Arvidsson
Erik Arvidsson (* 3. September 1996 in San Francisco, Kalifornien) ist ein US-amerikanischer Skirennläufer. Er startet in allen Disziplinen und hat seine Stärken in den schnellen Disziplinen Abfahrt und Super-G.

## Biografie
Erik Arvidsson kam als Sohn des ehemaligen schwedischen Weltklasseschwimmers Pär Arvidsson, 1980 Olympiasieger über 100 m Schmetterling, und dessen Frau Carol in San Francisco zur Welt. Er begann seine Laufbahn als Skirennläufer mit der Bear Valley Ski Education Foundation und wechselte später zum Squaw Valley Ski Team. Bruder Karl ist als Schwimmer aktiv.
Noch vor seinem 15. Geburtstag bestritt Arvidsson in Neuseeland seine ersten beiden FIS-Rennen. Im November 2012 gab er im Slalom von Loveland sein Debüt im Nor-Am Cup und gewann wenig später seine ersten Punkte. Bei den nationalen Jugendmeisterschaften holte er einen Slalom- sowie einen Kombinationstitel. In der Saison 2014/15 gelang ihm eine deutliche Steigerung im Nor-Am Cup. In Panorama feierte er in Super-G und Kombination seine ersten beiden Siege. Bei den Juniorenweltmeisterschaften 2015 in Hafjell startete er in allen Disziplinen. Sein bestes Resultat erreichte er als Elfter in der Abfahrt. Nach einem weiteren Sieg im Nor-Am Cup reiste er im Februar 2016 als Mitfavorit zu den Juniorenweltmeisterschaften 2016 in Sotschi und gewann in der Abfahrt die Goldmedaille. Am Ende der Saison holte er bei den nationalen Meisterschaften in Sun Valley Super-G-Bronze und entschied die Nor-Am-Disziplinenwertung für sich. Bei seinen dritten Juniorenweltmeisterschaften 2017 in Åre konnte er nicht an den Erfolg des Vorjahres anknüpfen und schied in der Abfahrt aus.
Nach einer Auszeit vom US-Skiteam, in der der Student am Middlebury College hauptsächlich Rennen auf universitärer Ebene fuhr, bemüht er sich, zurück in die US-Kader zu kommen. Am 13. Dezember 2020 gab er in der Abfahrt von Val-d’Isère sein Weltcup-Debüt. Nach zwei Europacup-Siegen in Orcières und auf der Sella Nevea gelang ihm Anfang März als Achter in der Abfahrt von Saalbach-Hinterglemm sein erstes Spitzenergebnis im Weltcup.
Am 30. November 2023 stürzte er beim ersten inoffiziellen Training vor Beginn der Saison in Beaver Creek (Colorado) schwer und zog sich einen Kreuzbandriss zu.

## Erfolge

### Weltmeisterschaft
- Courchevel 2023: 9. Alpine Kombination, 17. Abfahrt

### Weltcup
- 1 Platzierung unter den besten zehn

### Weltcupwertungen
| Saison  | Gesamt | Gesamt | Abfahrt | Abfahrt | Super-G | Super-G |
| Saison  | Platz  | Punkte | Platz   | Punkte  | Platz   | Punkte  |
| ------- | ------ | ------ | ------- | ------- | ------- | ------- |
| 2020/21 | 105.   | 33     | 34.     | 32      | 57.     | 1       |
| 2022/23 | 93.    | 53     | 43.     | 25      | 42.     | 28      |

### Nor-Am Cup
- Saison 2014/15: 1. Kombinationswertung, 4. Super-G-Wertung
- Saison 2015/16: 3. Gesamtwertung, 1. Super-G-Wertung, 1. Kombinationswertung, 2. Abfahrtswertung
- Saison 2016/17: 9. Gesamtwertung, 5. Super-G-Wertung, 6. Abfahrtswertung
- 17 Podestplätze, davon 5 Siege:

| Datum             | Ort                | Land   | Disziplin   |
| ----------------- | ------------------ | ------ | ----------- |
| 14. Dezember 2014 | Panorama           | Kanada | Kombination |
| 14. Dezember 2014 | Panorama           | Kanada | Super-G     |
| 11. Februar 2016  | Whiteface Mountain | USA    | Super-G     |
| 22. März 2017     | Sugarloaf          | USA    | Super-G     |
| 8. Dezember 2022  | Copper Mountain    | USA    | Abfahrt     |

### Europacup
- Saison 2020/21: 3. Abfahrtswertung
- 2 Siege:

| Datum            | Ort               | Land       | Disziplin |
| ---------------- | ----------------- | ---------- | --------- |
| 26. Januar 2021  | Orcières-Merlette | Frankreich | Abfahrt   |
| 25. Februar 2021 | Sella Nevea       | Italien    | Abfahrt   |

### Juniorenweltmeisterschaften
- Hafjell 2015: 11. Abfahrt, 19. Super-G, 22. Slalom, 31. Kombination, 34. Riesenslalom
- Sotschi 2016: 1. Abfahrt, 14. Riesenslalom, 15. Super-G
- Åre 2017: 10. Riesenslalom, 20. Super-G, 22. Kombination

### Weitere Erfolge
- US-amerikanischer Vizemeister im Super-G 2020
- 3 US-amerikanische Jugendmeistertitel (Slalom 2012 und 2014, Kombination 2012)
- 7 Siege in FIS-Rennen